# Paweł Czapiewski
Paweł Czapiewski (Polonia, 30 de marzo de 1978) es un atleta polaco, especialista en la prueba de 800 m, en la que ha logrado ser medallista de bronce mundial en 2001.

## Carrera deportiva
En el Mundial de Edmonton 2001 ganó la medalla de bronce en los 1500 metros, con un tiempo de 1:44.63 segundos, que fue su mejor marca personal, llegando a la meta tras el suizo André Bucher y el keniano Wilfred Bungei (plata).